# 褐黃血蜱
褐黃血蜱（学名：Haemaphysalis flava）为硬蜱科血蜱屬下的一个种。